# Joe Danger
Joe Danger è un videogioco sviluppato da Hello Games disponibile per PlayStation 3 e Xbox 360 in via download.

## Accoglienza
La rivista Play Generation lo classificò come il migliore titolo PSN del 2010.